# Borne milliaire de Saillans
La borne milliaire de Saillans est une borne milliaire de France.

## Localisation
La borne est située sur la commune de Saillans dans le hall d’entrée de la mairie.

## Historique
La borne est classée au titre des monuments historiques en 1905.